# بيريند توبيا بوينجا

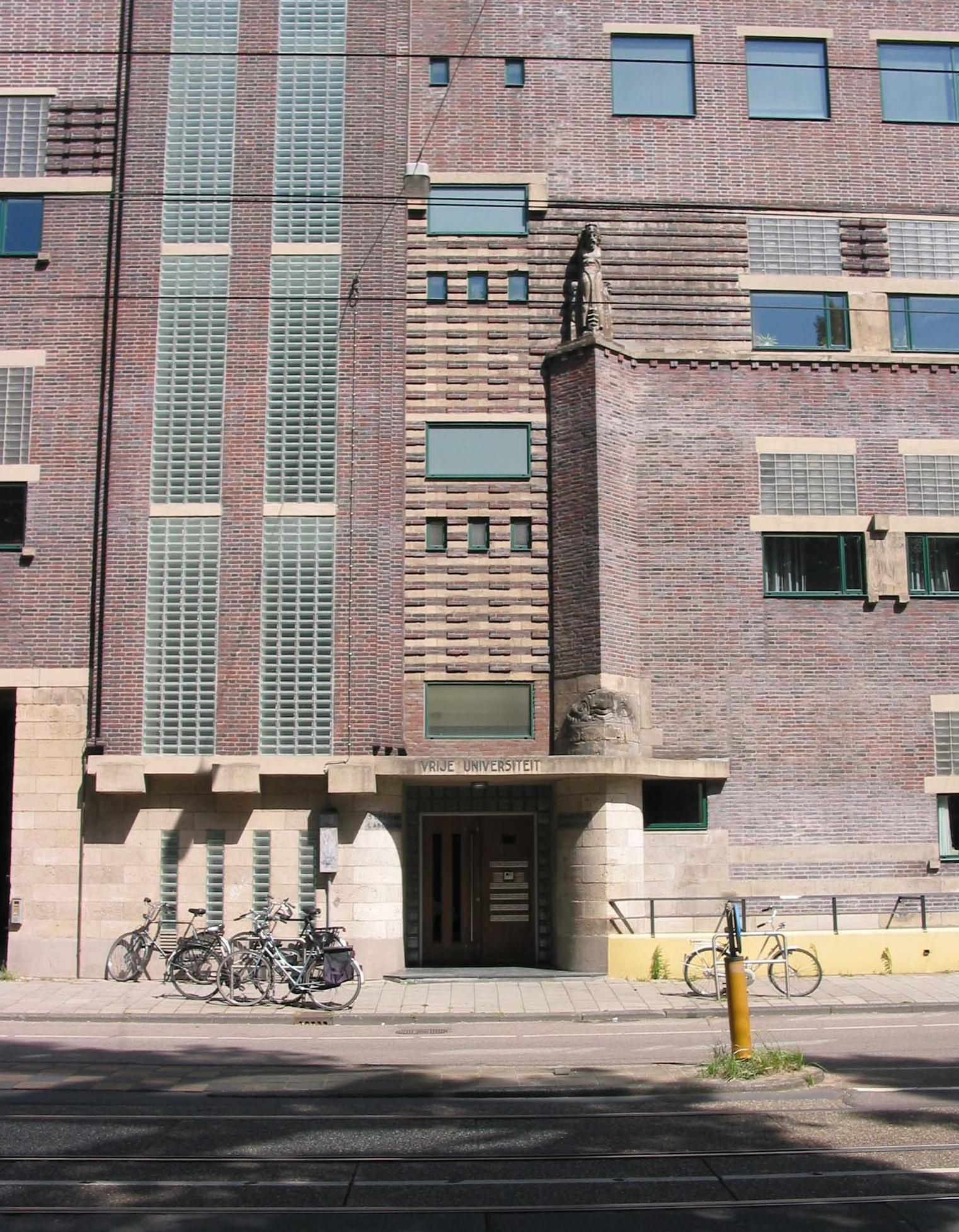
واجهة مبنى مختبر الجامعة الحرة بأمستردام

بيريند توبيا بوينجا  (بالهولندية: Berend Tobia Boeyinga)‏ (Noord-Scharwoude، 27 مارس 1886 - أمستردام، 6 نوفمبر 1969) كان مهندساً معمارياً هولندياً معروف بكنائسه الكالفينية وكعضو ممارس لمدرسة أمستردام.

## مزيد من القراءة
- Radboud van Beekum: B.T. Boeyinga, Amsterdamse School Architect, Thoth, Bussum, 2003
- Maristella Casciato, The Amsterdam School, Rotterdam, 1996
- G. Fanelli, Architettura moderna in Olanda 1900-1940, Florence, 1968